# (5699) Munch
(5699) Munch es un asteroide perteneciente al cinturón de asteroides descubierto el 16 de octubre de 1977 por Cornelis Johannes van Houten en conjunto a su esposa también astrónoma Ingrid van Houten-Groeneveld y el astrónomo Tom Gehrels desde el Observatorio del Monte Palomar, Estados Unidos.

## Designación y nombre
Designado provisionalmente como 2141 T-3. Fue nombrado Munch en homenaje a Edvard Munch, pintor expresionista noruego. En sus pinturas, el artista expresa su soledad y ansiedad. Algunas de sus pinturas más famosas son 'El grito', 'Celos' y 'The Girls on the Bridge'.

## Características orbitales
Munch está situado a una distancia media del Sol de 2,403 ua, pudiendo alejarse hasta 2,824 ua y acercarse hasta 1,982 ua. Su excentricidad es 0,175 y la inclinación orbital 4,339 grados. Emplea 1361,03 días en completar una órbita alrededor del Sol.

## Características físicas
La magnitud absoluta de Munch es 13,9. Tiene 4,292 km de diámetro y su albedo se estima en 0,317. 